# Eriocaulon hydrophilum
Eriocaulon hydrophilum là một loài thực vật có hoa trong họ Cỏ dùi trống. Loài này được Markötter mô tả khoa học đầu tiên năm 1930.